# Krásný Dvůr (zámek)
Krásný Dvůr je barokní zámek ve stejnojmenné vesnici v Ústeckém kraji v okrese Louny. Spravuje jej Národní památkový ústav, územní odborná správa v Praze. Od roku 1964 je chráněn jako kulturní památka a roku 2001 byl prohlášen národní kulturní památkou.
Předchůdcem zámku byla původně gotická a později renesančně přestavěná tvrz. Dochovaná podoba zámku je výsledkem razantní barokní přestavby realizované Františkem Josefem Černínem podle plánů architekta Františka Maxmiliána Kaňky na konci první čtvrtiny osmnáctého století. K zámku přiléhá rozsáhlý anglický park založený koncem osmnáctého století.

## Historie
Počátky zámku jsou nejasné. Vesnice Krásný Dvůr byla od poloviny patnáctého století rozdělena mezi dva majitele, což se projevilo existencí dvou panských sídel: dolní a horní tvrze. Starší dolní tvrz měla stát přímo ve vesnici a horní na návrší nad vesnicí.
Předchůdcem zámku bývala horní tvrz, kterou v první čtvrtině založil vladyka Václav Pětipeský z Chýš. Rudolf Anděl považoval za zakladatele horní tvrze, přestože ta měla stát už v patnáctém století, Václava Pětipeského z Chyš, který vesnici získal v první čtvrtině šestnáctého století. Václav Pětipeský byl popraven za svou účast na stavovském povstání proti králi Ferdinandovi I., a tvrz měl dostavět až Jan Mašťovský z Kolovrat. August Sedláček však Václava Pětipeského mezi majiteli vsi vůbec neuvádí.

### Renesanční tvrz

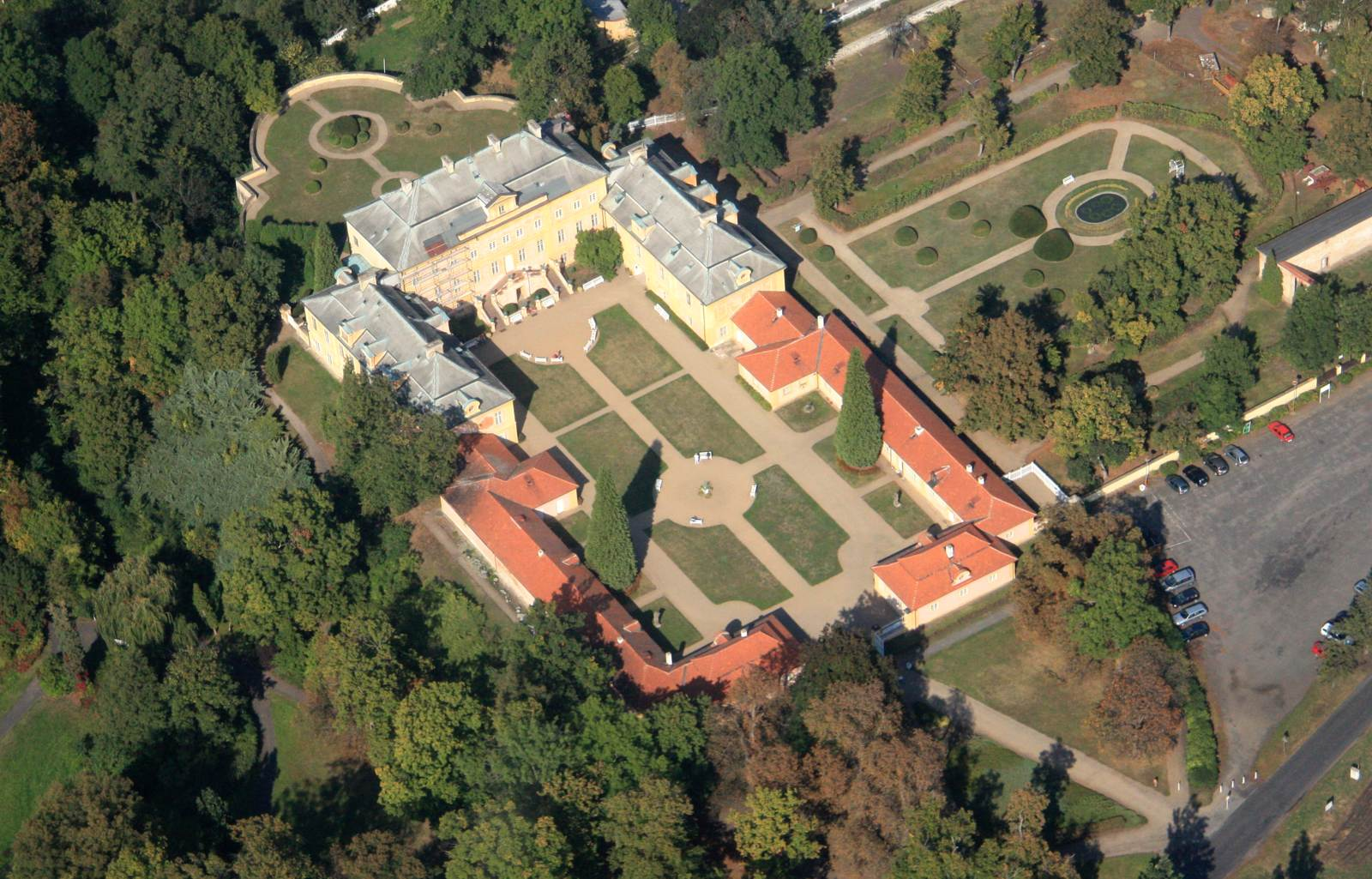
Zámecký areál s francouzskou zahradou

Jan Mašťovský z Kolovrat spojil roku 1573 oba díly vsi do jednoho panství. Jeho sídlem byla obdélná renesanční tvrz nad vesnicí. Zemřel bez dědiců a statek ve své poslední vůli z 10. srpna 1580 odkázal Janovi staršímu z Valdštejna a na Sedčicích. Stanovil však podmínku, aby Jan zaplatil všechny dluhy a vdově Janě Kolovratové, rozené Hasištejnské z Lobkovic, vyplatil věno ve výši 1 575 kop míšeňských grošů. Jan z Valdštejna si Krásný Dvůr ponechal pět let. V roce 1586 jej prodal Janu Waldemarovi z Lobkovic, který se ale velmi zadlužil, a roku 1591 byl nucen Krásný Dvůr prodat Jindřichu Štampachovi ze Štampachu na Valči. Od něj ho ještě téhož roku koupil Bedřich Šlik na Plané.
Bedřich Šlik ke Krásnému Dvoru připojil Vitčice a Nové Třebčice a celý statek zapsal dne 7. února 1609 své manželce Marii ze Šumburka. O dva roky později zemřel a vdova Marie vzápětí panství přenechala Šimonu Karlovi Údrčskému z Údrče, za kterého se podruhé vdala. Šimon Karel k panství připojil Buškovice, ale za účast na stavovském povstání v letech 1618–1620 byl odsouzen ke konfiskaci poloviny majetku. Manželka Marie však zabavený majetek vykoupila. Manželé se tak velmi zadlužili a Krásný Dvůr prodali Václavu Michnovi z Vacínova. Od něj panství roku 1649 koupil Heřman Černín z Chudenic.

### Černínové

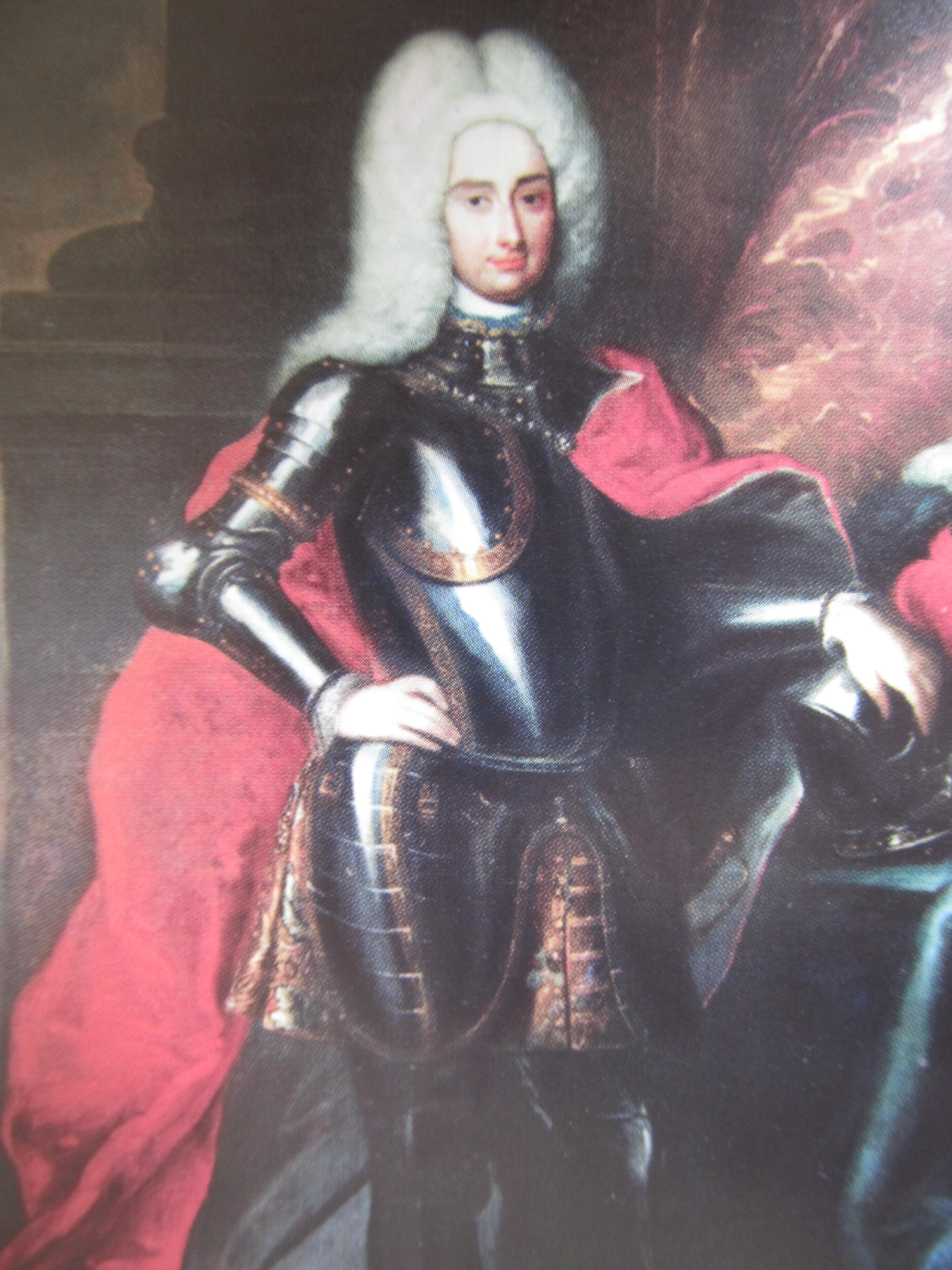
František Josef Černín

Černínům zámek patřil až do znárodnění po druhé světové válce. Heřmana vystřídal jeho synovec Humprecht Jan Černín, který se pustil do obnovy panství zničeného třicetiletou válkou. Opuštěné usedlosti obsazovali přistěhovalci z Bavorska a Saska a vrchnost zároveň zpřísňovala robotní povinnosti. Zvýšené nároky vedly k poddanským nepokojům, které poprvé vypukly v roce 1669 a pokračovaly až do začátku osmdesátých let sedmnáctého století.
Zámecký areál v té době začal chátrat a v poslední čtvrtině sedmnáctého století byla z celého dvora využitelná jedině sýpka, ale i ta se nacházela ve velmi špatném stavu. Ten trval až do roku 1718, kdy na pokyn Františka Josefa Černína Krásný Dvůr navštívil architekt František Maxmilián Kaňka, který během dalšího roku, s četnými připomínkami Františka Josefa Černína, vypracoval plán přestavby zchátralé renesanční tvrze na barokní zámek. Přestavba byla zahájena 8. ledna 1720 a skončila v roce 1725. Zahájil ji zednický mistr Václav Pinter, jehož 28. dubna 1721 vystřídal Václav Fuss, za kterého na stavbě pracovalo 24 zedníků. Během prací docházelo ke změnám plánů, což si v roce 1722 vynutilo stržení několika rozestavěných budov, s jejichž podobou nebyl František Josef spokojen. Kamenické práce zajišťoval Matěj Serget z Petrohradu a tesařské místní mistr Merkl. Zároveň s přestavbou budov bylo upraveno i okolí zámku. Zejména byly zřízeny tři cesty, které se alejemi vějířovitě rozbíhaly od čestného dvora.

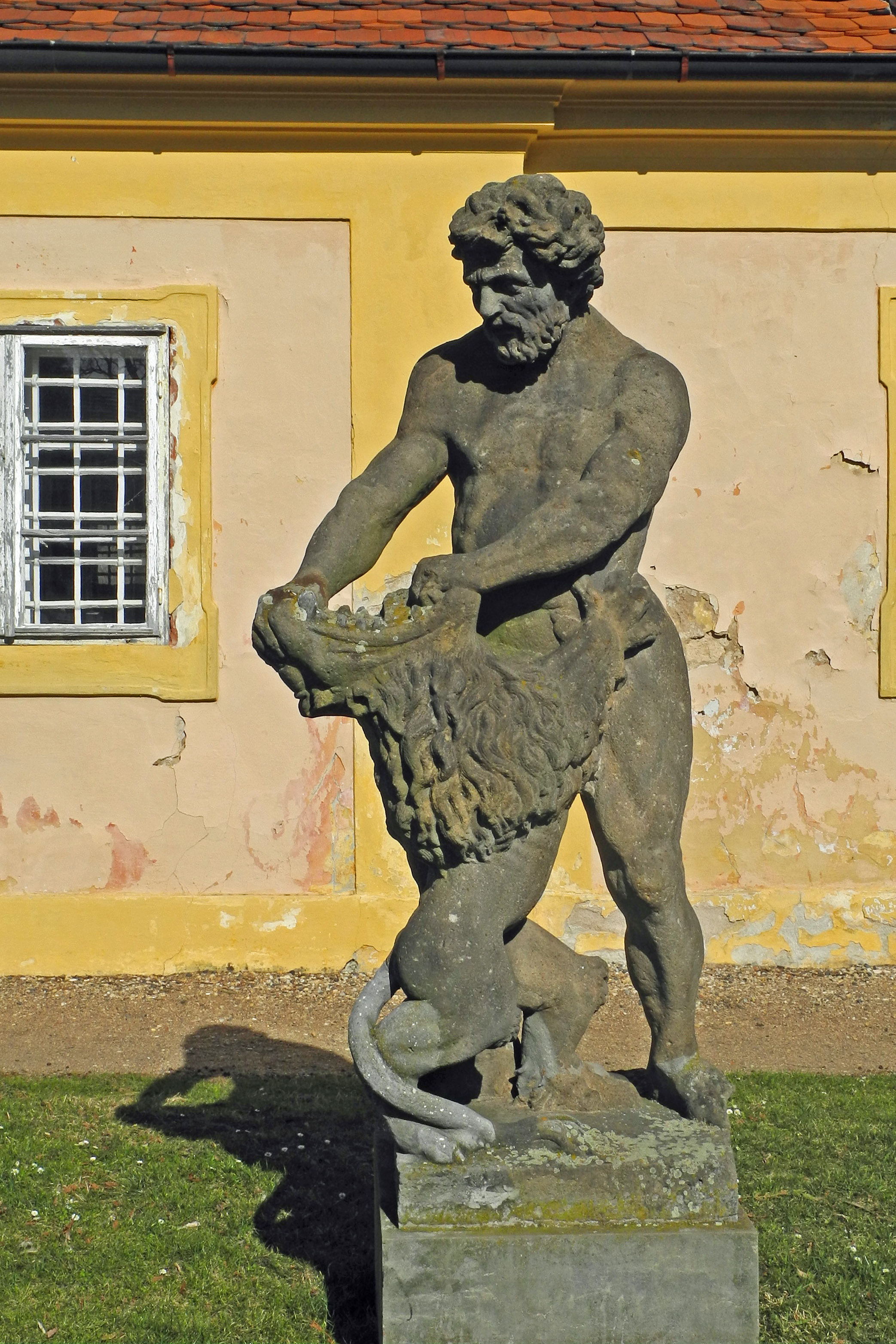
Jedna ze soch Herkula na nádvoří

Na stavbě se podíleli především řemeslníci z blízkého okolí. Stavební kámen se dovážel z lomů u Krt a Kryr, dřevo pocházelo ze sousední bažantnice a lesů na Petrohradsku a cihly se vyráběly v krásnodvorské a kryrské cihelně. Vápno do malty se dováželo z vápenek v Tuchořicích a Zdicích. Šindele vyráběli v rámci roboty především poddaní v Milčevsi.
K dalším úpravám zámku došlo na konci osmnáctého století, kdy bylo zapotřebí obnovit starou šindelovou střechu. Zároveň byla zřízena nová, větší kaple v severozápadním nároží. Nábytek do ní pořídil roku 1784 kadaňský řezbář Antonín Weitzmann. V pokojích byla umístěná nová kamna. Některá pocházela z Jindřichova Hradce a další byla vyrobena kamnáři z Buškovic. Stavební úpravy vedl polír Leopold Drechsler, který upravil hlavní průčelí, zazdil přízemní arkády a roku 1791 postavil schodiště, které umožnilo vstup ze dvora do prvního patra.
Proměny se dotkly i hospodářského zázemí. Od začátku devatenáctého století začali Černínové v okolí Krásného Dvora chovat velká stáda ovcí a pěstovat cukrovou řepu. Na místě pivovaru, který už byl součástí renesanční tvrze, proto roku 1854 vznikl cukrovar. Uhlí se do něj dováželo z dolu v Brodech. Celý dvůr v roce 1870 vyhořel a požáru podlehl také skleník v těsné blízkosti zámku. Jen o dva roky později výbuch kotle zdemoloval celou budovu cukrovaru.

### Novodobé dějiny
| Rok  | Počet návštěvníků |
| ---- | ----------------- |
| 2015 | 15 579            |
| 2016 | 8 994             |
| 2017 | 23 973            |
| 2018 | 22 765            |
| 2019 | 20 542            |

Po první pozemkové reformě Černínům zůstal zámek a dvůr s pozemky o rozloze 110 hektarů. Majetek roku 1925 převzal František Černín a po něm jej roku 1932 zdědil adoptovaný syn Eugen Černín. Během druhé světové války zámek využíval k rekračním účelům Joachim von Ribbentrop. Ke konci války byla v zámku zřízena vojenská nemocnice, kterou v květnu 1945 nahradilo sídlo štábu Rudé armády. Od ní budovy převzalo ministerstvo zemědělství, část sloužila jako depozitář podbořanského muzea a potřebám lesní správy. Po zrušení muzea jeho zámecké prostory sloužily jako mateřská škola a školní družina. V západním křídle a jízdárně hospodařil Státní statek Krásný dvůr. V letech 1947–1951 byl do Krásného Dvora svezen mobiliář z oseckého kláštera a z Červeného hrádku, Doupova, Chyše, Petrohradu, Nečtin, Stekníku a Valče. V letech 1945–1969 se na zámku vystřídalo šest správců: Národní pozemkový fond v Praze, Národní kulturní komise v Praze, Státní památková správa v Praze, Krajský národní výbor Karlovy Vary, dále Krajský národní výbor Ústí nad Labem, středisko památkové péče a konečně Okresní národní výbor, kulturní správa Louny.
Zámek i zámecký park jsou přístupné veřejnosti. V zámku je pro veřejnost otevřeno 18 místností, zařízených dobovým nábytkem z osmnáctého a devatenáctého století.

## Stavební podoba
Jádrem zámku je dvoupatrové hlavní křídlo, na které v pravých úhlech navazují dva jednopatrové boční trakty obklopující čestný dvůr. Na jejich konce se napojují přízemní křídla hospodářského dvora. Fasádu hlavní budovy zdůrazňuje pětiosý rizalit a dvouramenné schodiště do prvního patra. Budovy jsou zdobené lizénovými rámci a zastřešené mansardovými střechami s vikýři.

## Zámecký park

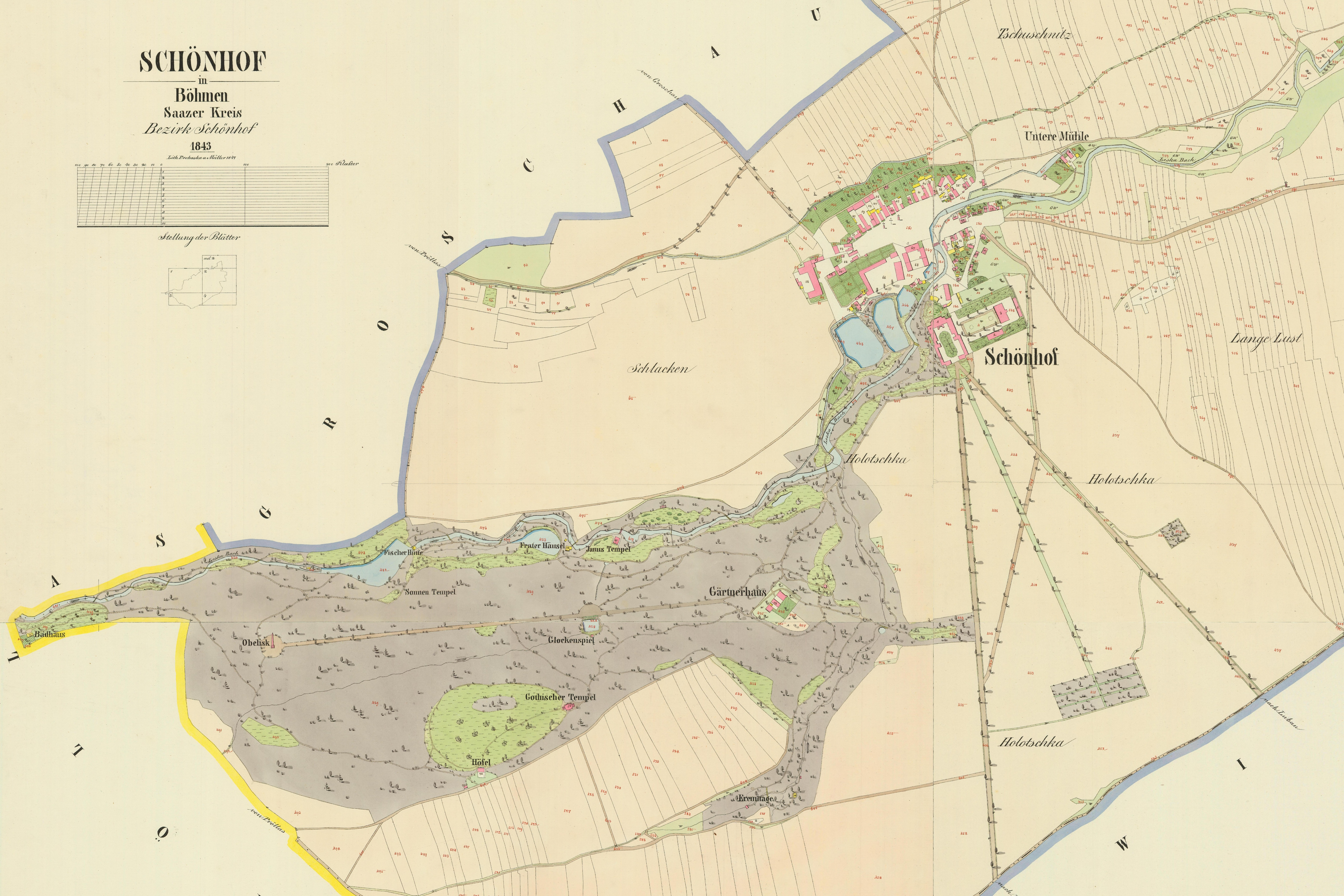
Zámecký areál v roce 1843 na mapách Stabilního katastru

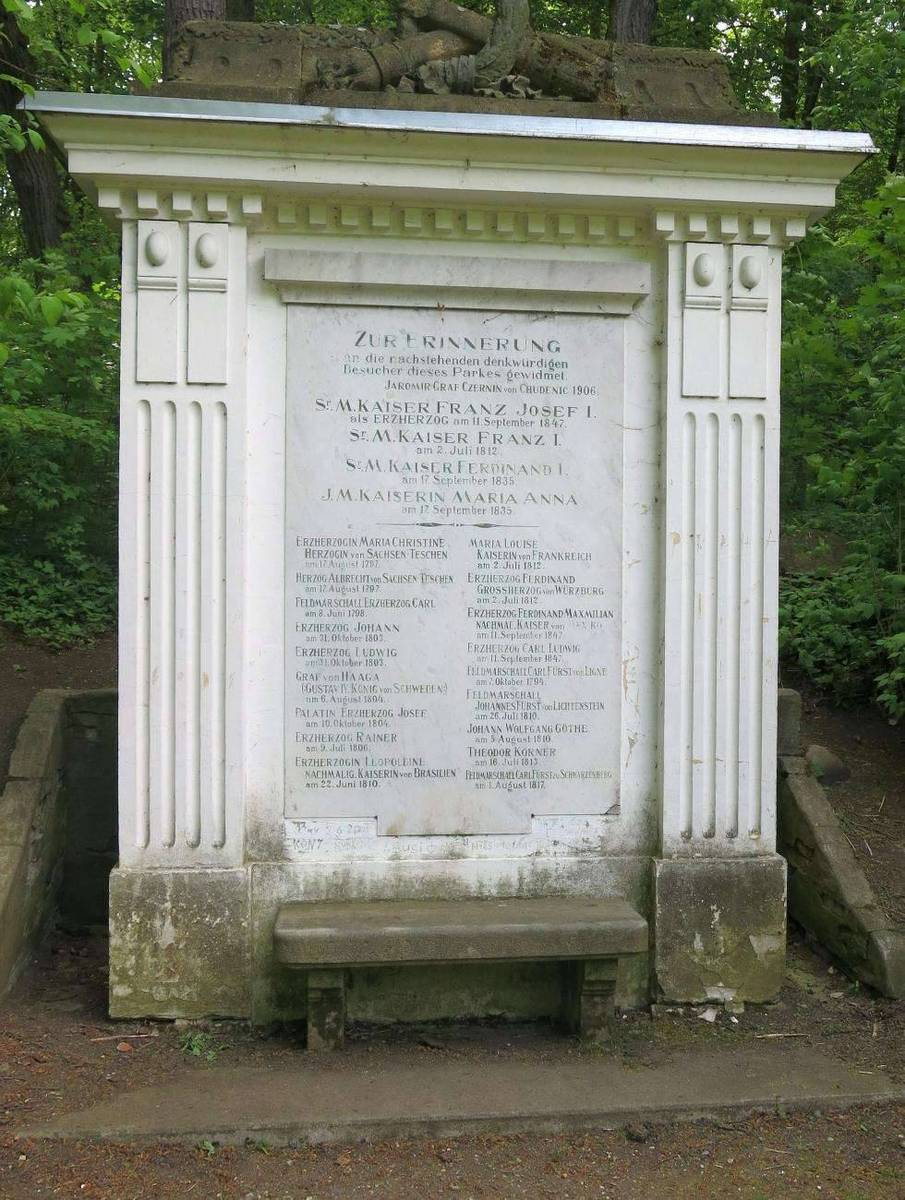
Památník významných návštěv v zámeckém parku

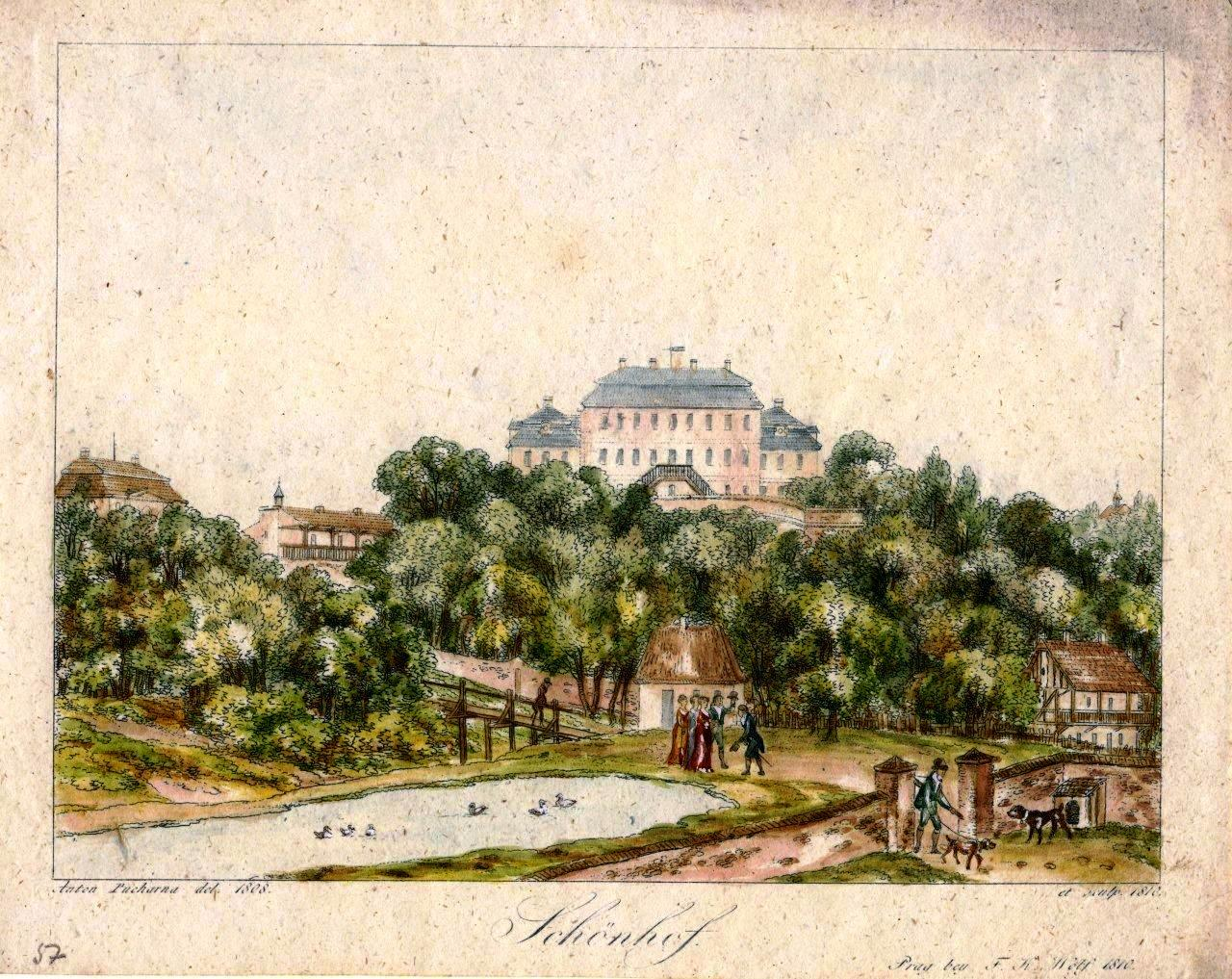
Park na rytině podle kresby A. Pucherny z roku 1808

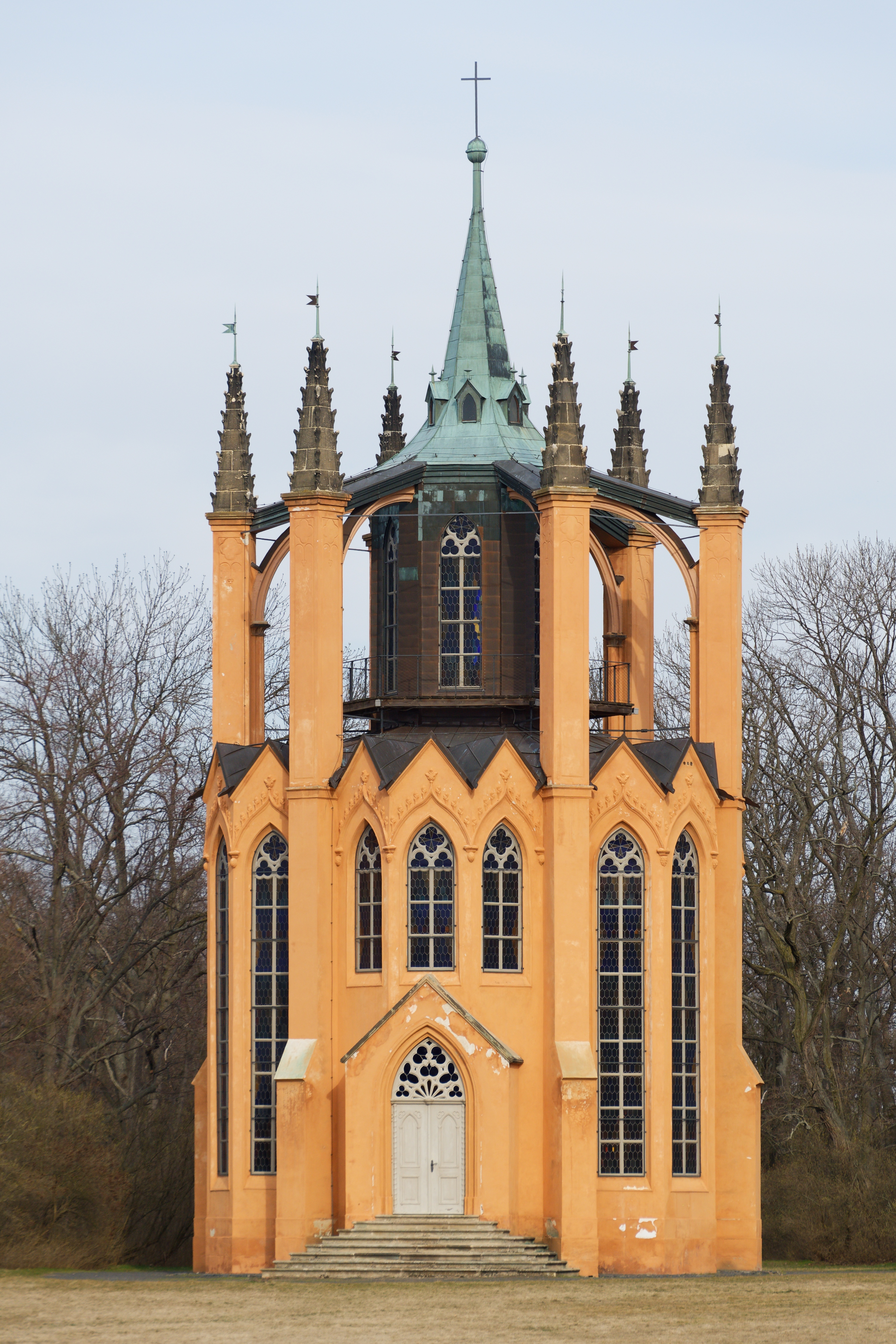
Novogotický templ

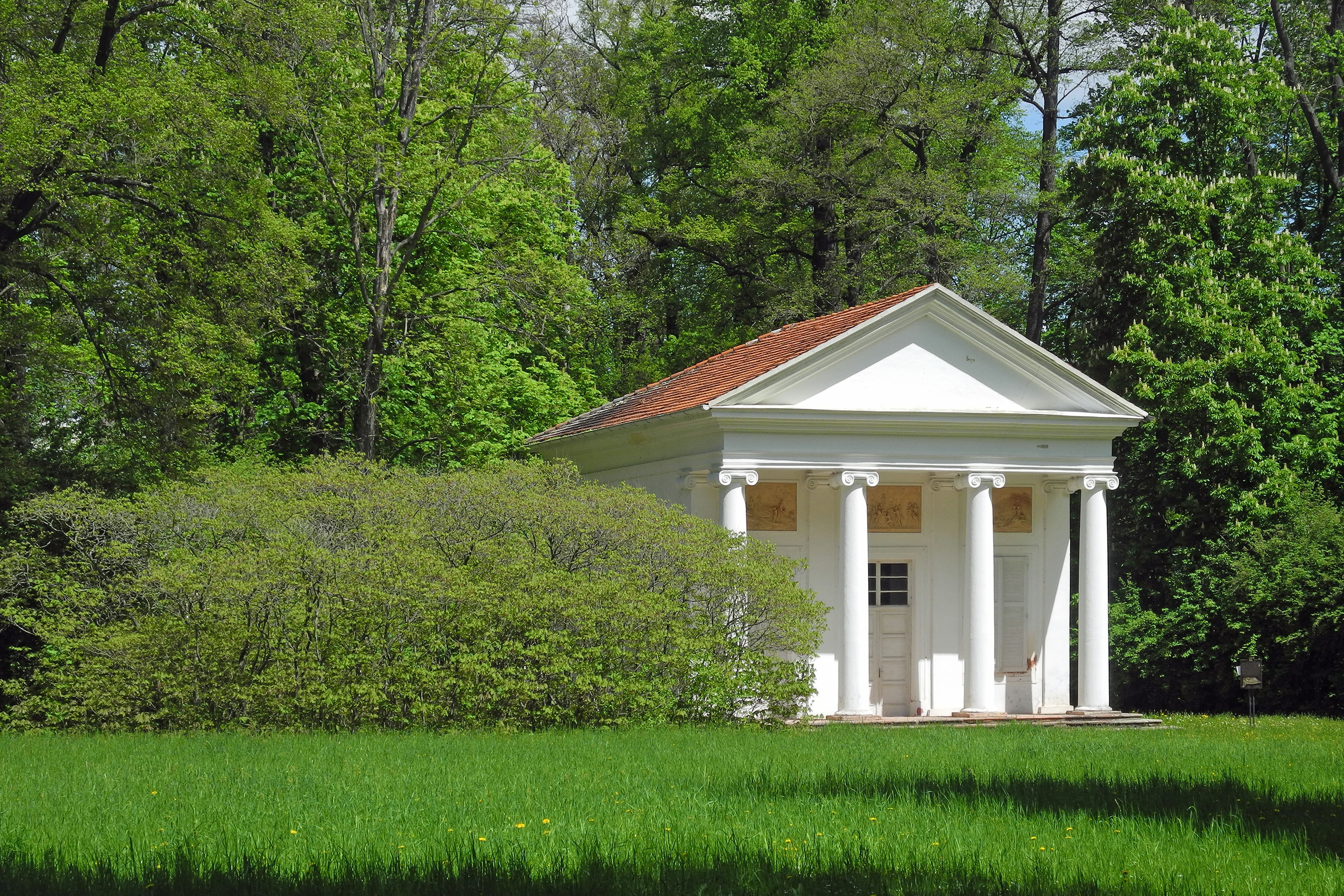
Panův templ

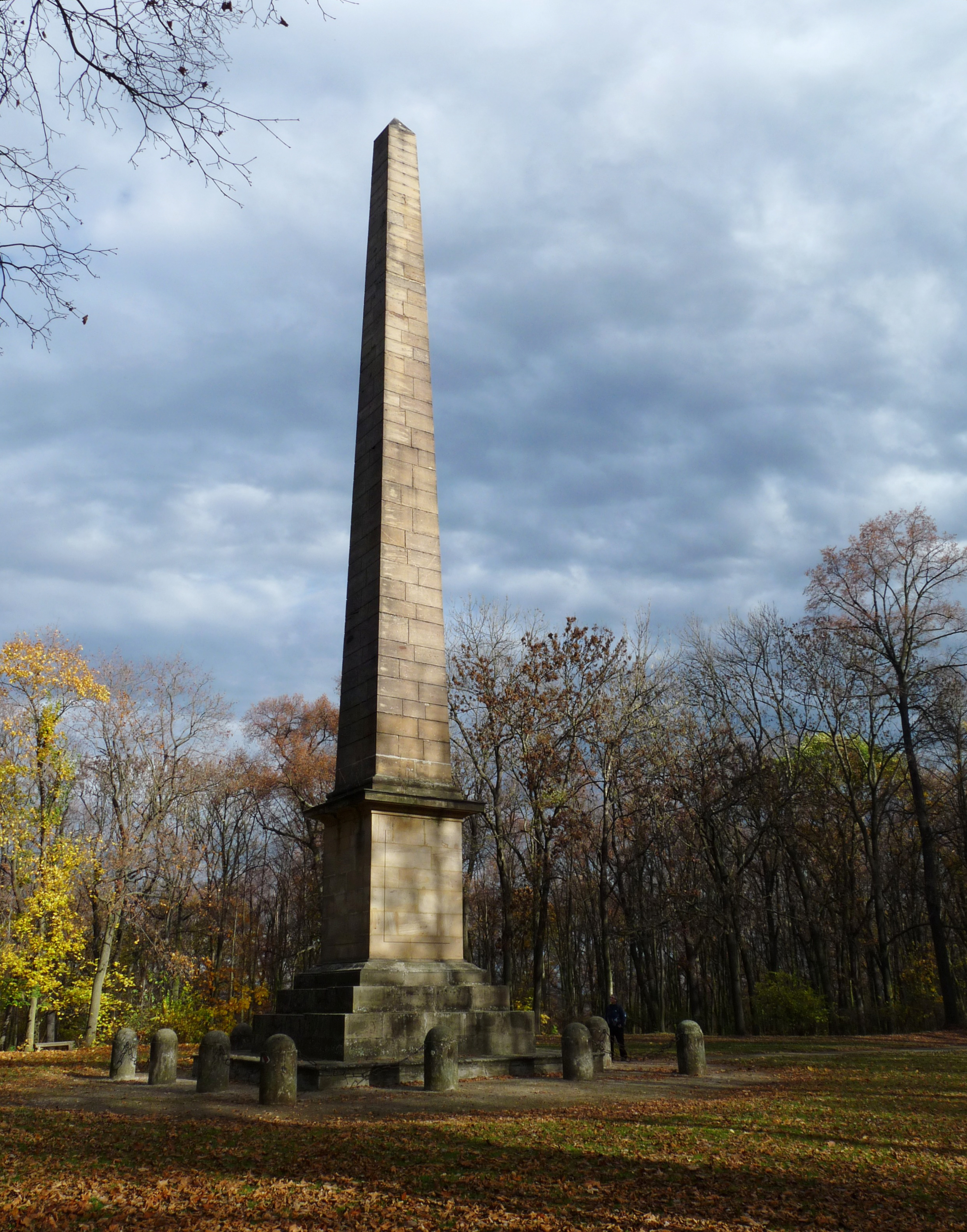
Obelisk

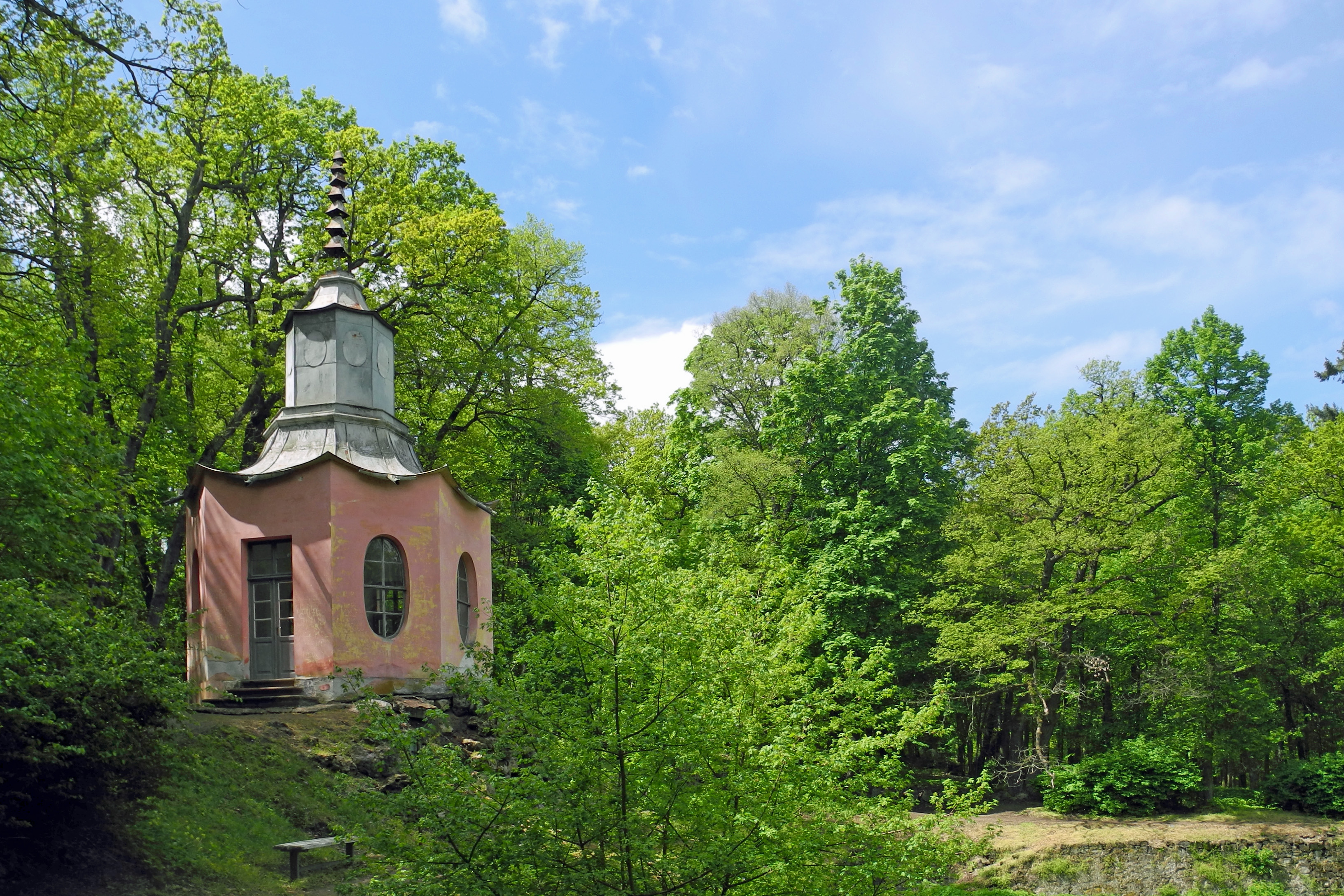
Čínský pavilon

Na prostoru dnešního zámeckého parku se původně rozkládala rozsáhlá bažantnice. Ještě v roce 1787 to uvádí Schallerova Topografie Žateckého kraje. 
V roce 1779 podnikl Jan Rudolf Černín cestu po západní Evropě, během níž se seznámil s novými myšlenkami zahradních architektů, prosazujících při tvorbě parků přirozenou krajinu. V roce 1783 vypracoval neznámý architekt projekt parku který byl odeslán do Vídně. Na podzim téhož roku začaly za dohledu zahradníka Francka z Červeného Hrádku první práce. Jako dozorce nad prováděním prací určil Franck myslivce Jana Wachtla. Roku 1788 odjel Černín do Anglie, aby získal podněty k závěrečným úpravám. Parková úprava byla dokončena v roce 1793. Prvním doloženým zahradníkem se stal Rudolf Födisch,, který měl rovněž navštívit Anglii.
Na východní straně zámku přiléhá francouzská zahrada s vodní nádrží a travnatými plochami zdobenými tisy a zimostrázy. Anglický park má rozlohu přibližně 100 hektarů. Při úpravách bylo postaveno nové koryto potoka Leska, který v parku napájí pět rybníků a umělý vodopád. 
Dne 5. srpna 1810 přijel do Krásného Dvora navštívit hraběte Černína v doprovodu svého přítele Friedricha Wilhelma Riemera Johann Wolfgang von Goethe. Následujícího dne pokračoval do teplických lázní.  Zámek hostil také členy habsburské panovnické rodiny. Jejich seznam je zachycen na kamenném památníku umístěném v parku. Patří do něj zejména císař František I. Rakouský v roce 1812 a budoucí císař František Josef I. roku 1847. Zámek a park navštívili také básník Theodor Körner (1813), kněžna Kateřina Vilemína Zaháňská, kníže Klemens Wenzel von Metternich nebo Josef Dobrovský. V devadesátých letech osmnáctého století navštívil zámecký park teoretik umění Jan Quirin Jahn. O svých dojmech napsal pojednání do německojazyčného časopisu Apollo. Kromě toho, že se jedná o první popis parku a staveb v něm, je článek jeden z prvních v oblasti české výtvarné kritiky.
V parku roste více než sto domácích nebo zdomácnělých druhů dřevin, především dubů, buků, lip, jírovců, platanů ad. Koncem dvacátého století odumřel Goethův dub, jehož stáří bylo odhadováno na tisíc let. Na území parku byla k ochraně vzácných druhů hmyzu v roce 2012 vyhlášena přírodní památka Krásný Dvůr.
V parku vyrostlo množství drobných staveb, za jejichž projektanta je, neprokazatelně, považován Ondřej Niederhöfer:
Novogotický templTzv. Novogotický templ (též Rozhledna) je podle Jiřího Kuthana největší a nejpozoruhodnější stavbou parku. Původně byl postaven jako první rozhledna ve střední Evropě. Později byl přeměněn na památník, který připomínal podíl generála Karla Filipa ze Schwarzenbergu na vítězství v bitvě u Lipska. Generálova socha od Josefa Maxe byla umístěna uvnitř stavby na vysoký novogotický podstavec. Stavba stojí na nejvyšším bodě zámeckého parku v nadmořské výšce 368 metrů nad mořem. Má přibližně šestiboký půdorys, přičemž jednotlivé trojboké úseky jsou oddělené pilíři. V letech 2014–2017 proběhla oprava stavby, která umožnila její zpřístupnění návštěvníkům. Oprava byla hrazena z grantu EHP a Norských fondů (13 073 781 Kč).
Panův templPanův templ (též Divadlo, Velký templ nebo Janův templ) patří k nejstarším parkovým stavbám. Pochází z let 1783–1786. Má podobu antického chrámu s průčelím tvořeným čtveřicí ionských sloupů, které podpírají hladký tympanon. Původní výmalba z roku 1792 byla dílem chomutovského malíře Františka Ondřeje Filipa.
ObeliskJednou z dominant parku je 26 metrů vysoký pískovcový obelisk z roku 1801, postavený na paměť vítězné bitvy u Ambergu (1796). V té rakouské vojsko pod vedením arcivévody Karla porazilo francouzskou republikánskou armádu. Uzavírá 1 100 metrů dlouhou alej. Základní kámen k němu slavnostně v roce 1797 položila arcivévodkyně Marie Kristina Habsbursko-Lotrinská, adoptivní arcivévodova matka.
Čínský pavilonČínský pavilon z let 1788–1790 stojí u nádrže zřízené jako zásobárna vody pro provoz umělého vodopádu. Budova má osmiboký půdorys připomínající čínskou pagodu, oválná okna a zprohýbanou stanovou střechu. Vnější fasáda byla původně zdobena modrobílým nátěrem imitujícím japonský porcelán.
Holandský statekHolandský statek (též Červená hájovna nebo Anglický dům) byl navržen Ondřejem Niederhöferem a postaven v roce 1793. Sloužil jako obytný dům.
Poustevníkova rokleBoční údolí bezejmenného potůčku bylo vybaveno množstvím drobných staveb, z nichž většina zanikla. Pozůstatkem jedné z nich jsou zříceniny poustevny postavené v roce 1786.
LusthausDrobná stavba zvaná též Goethův pavilon byla postavena v letech 1784–1786 po vzoru Belvederu v zahradě Malého Trianonu ve Versailles. Pavilon má osmiboký půdorys se čtveřicí úzkých, půlkruhově ukončených vstupů. Stěny jsou nahoře ukončeny dórským kladím.
GlorietPředlohou pro kruhový chrámek se stal Chrámek lásky z versailleského Malého Trianonu. Nazývá se také Malý templ nebo Venušin chrámek. Gloriet stojí na nízké základně a tvoří jej osm toskánských sloupů, které podpírají dórské kladí a kupolovitou střechu.
HájovnaPoblíž Lusthausu stojí hájovna. Její budova pochází z doby barokní přestavby a sloužila jako obydlí myslivce či hajného, který spravoval sousední bažantnici. Později v domě žil zahradník.
Boží mukaBoží muka u cesty od Panova templu k rybníku Snílek pochází od silnice z Krásného Dvora do Brodů.
VodopádTzv. Velké kaskády byly vybudovány v roce 1785. Tvoří je velký bazén jako zdroj vody, koryto dlážděné kameny a oválný bazén, který zachycoval protékající vodu. Přebývající voda volně odtékala po louce.
VoliéraPtačí voliéra je novodobou napodobeninou starší stavby, která vznikla nejspíše už při založení parku. Kostru osmiboké stavby tvoří dřevěné sloupky propojené pletivem. Původní voliéra stála na ostrově přístupném třemi můstky, ale při pozdějších úpravách byl ostrov zrušen.

## Zámek ve filmu
Na zámku se natáčela řada filmů. Krásný Dvůr posloužil jako bezdíkovský zámek ve filmu Jak básníkům chutná život (1987) a v roce 1989 zde režisér Jiří Menzel natočil film Konec starých časů.

## Galerie

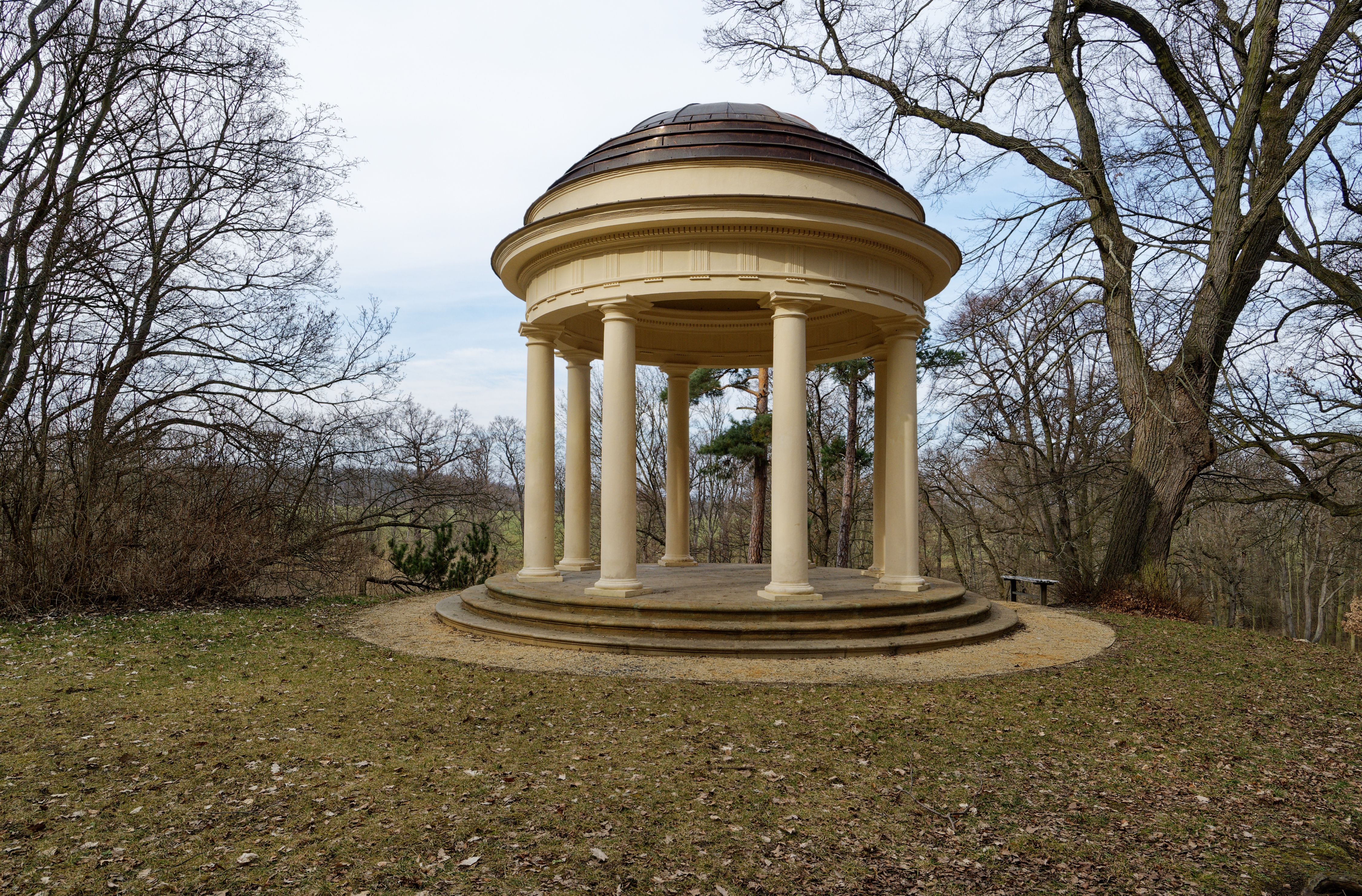
Gloriet
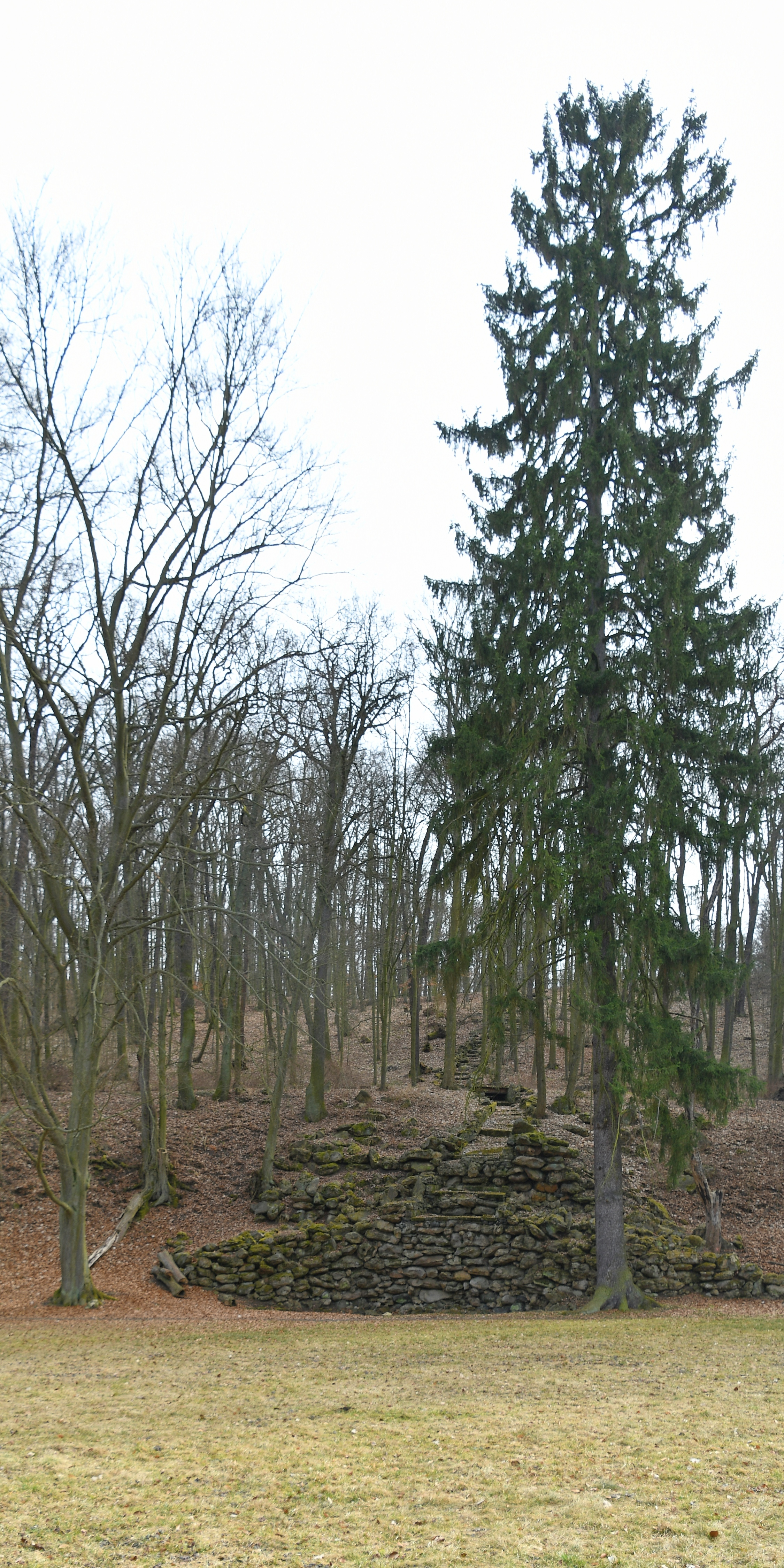
Vodopád
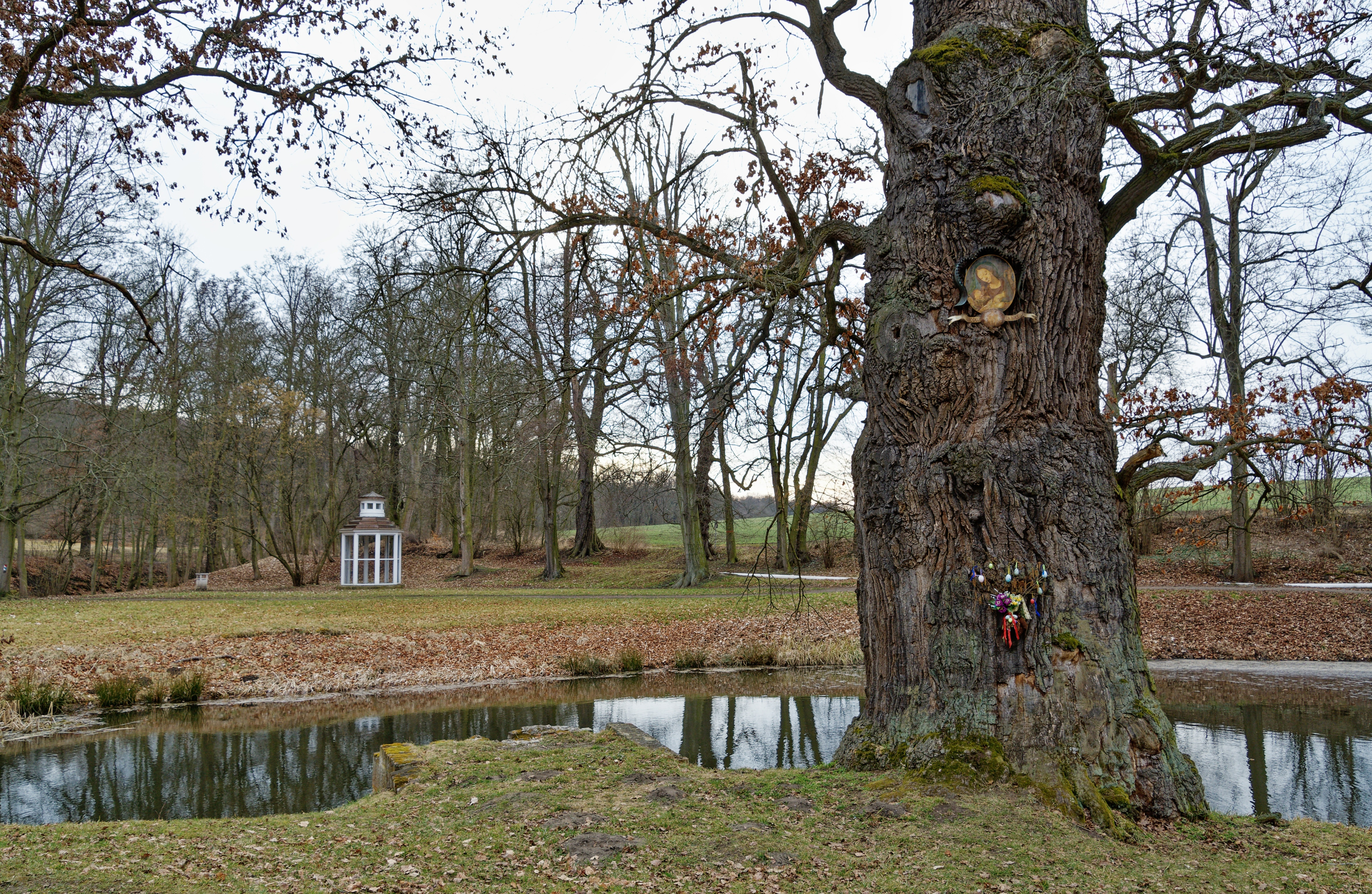
Dub Panny Marie
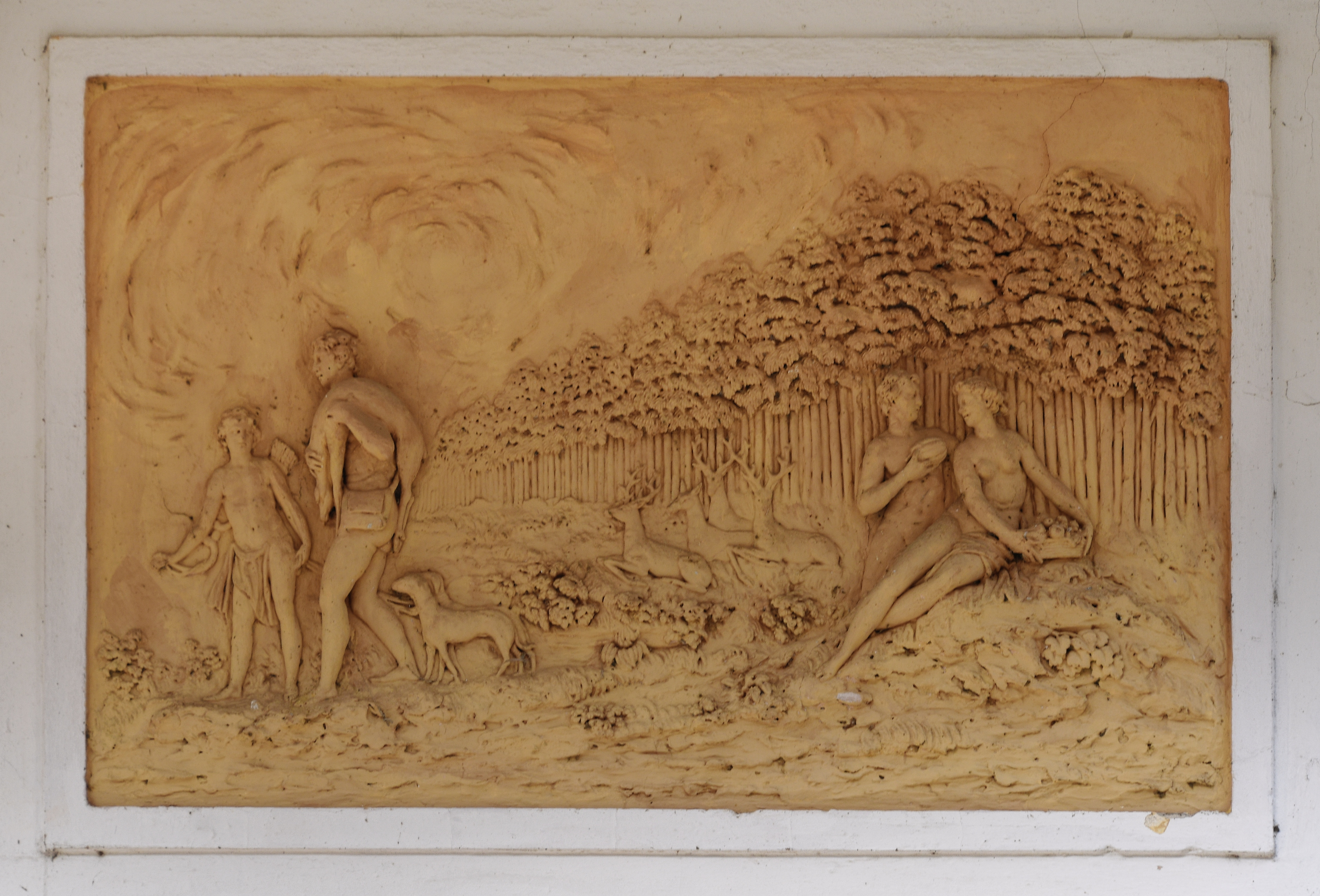
Reliéf nad vstupem do Panova templu
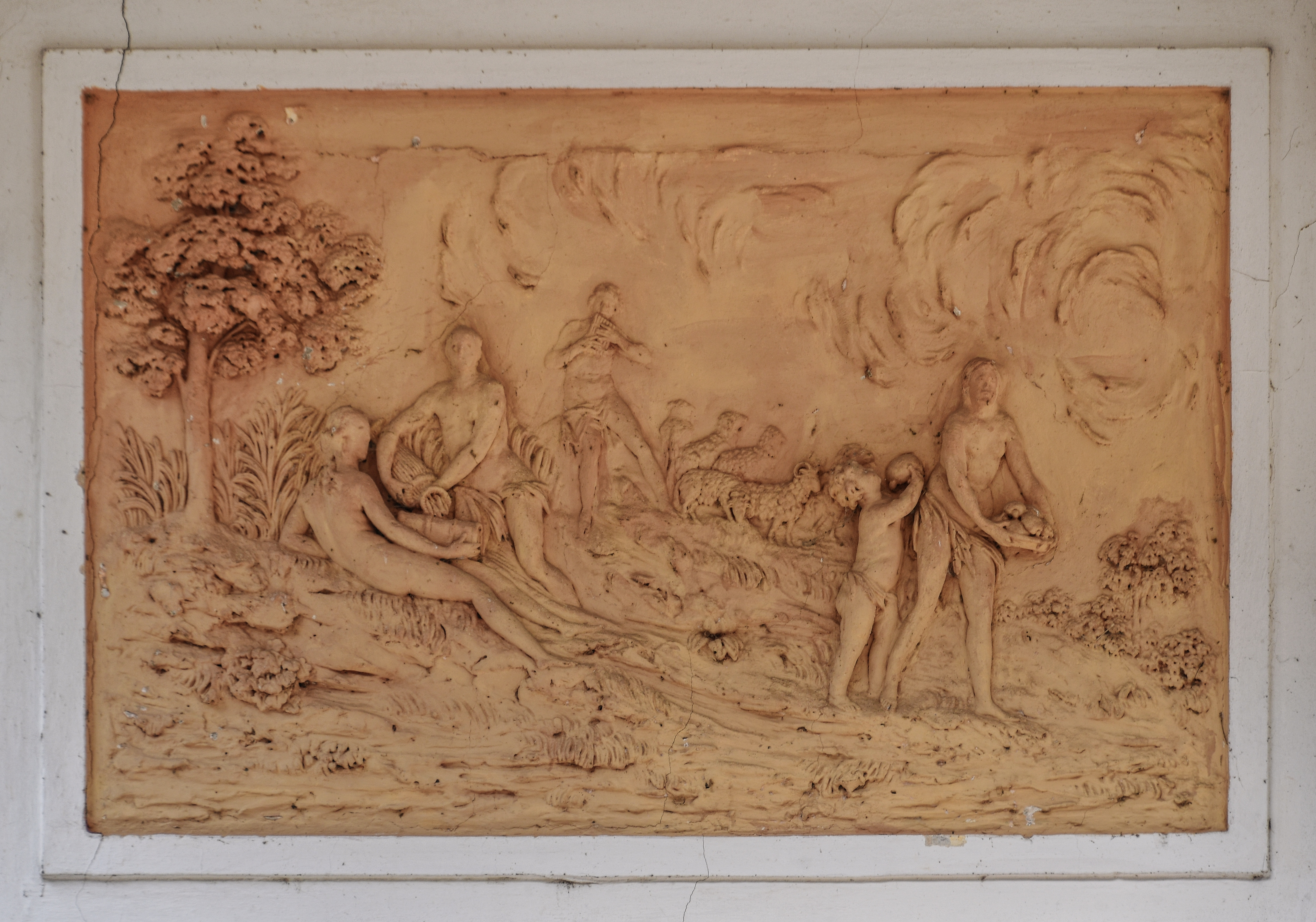
Reliéf nad vstupem do Panova templu
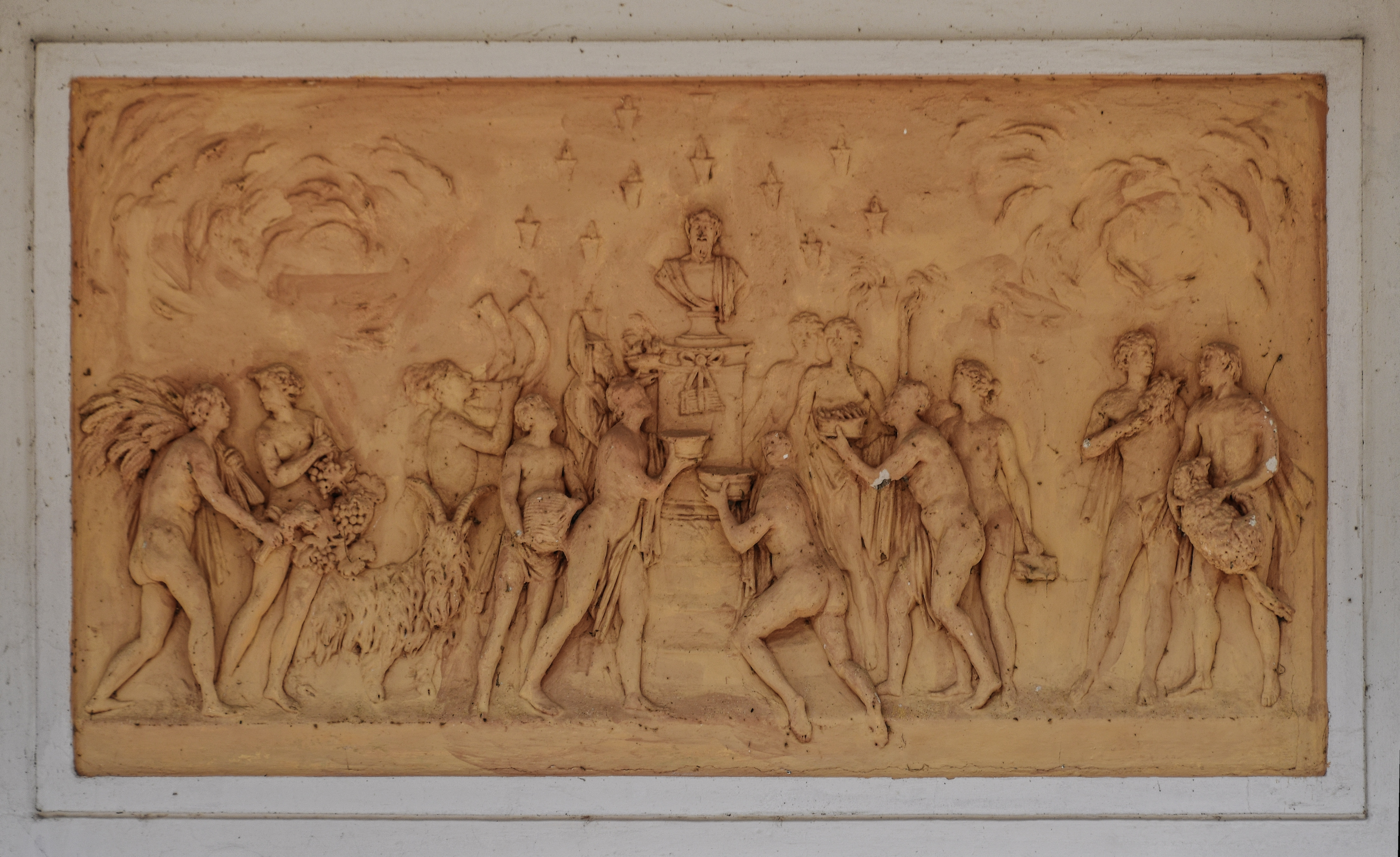
Reliéf nad vstupem do Panova templu
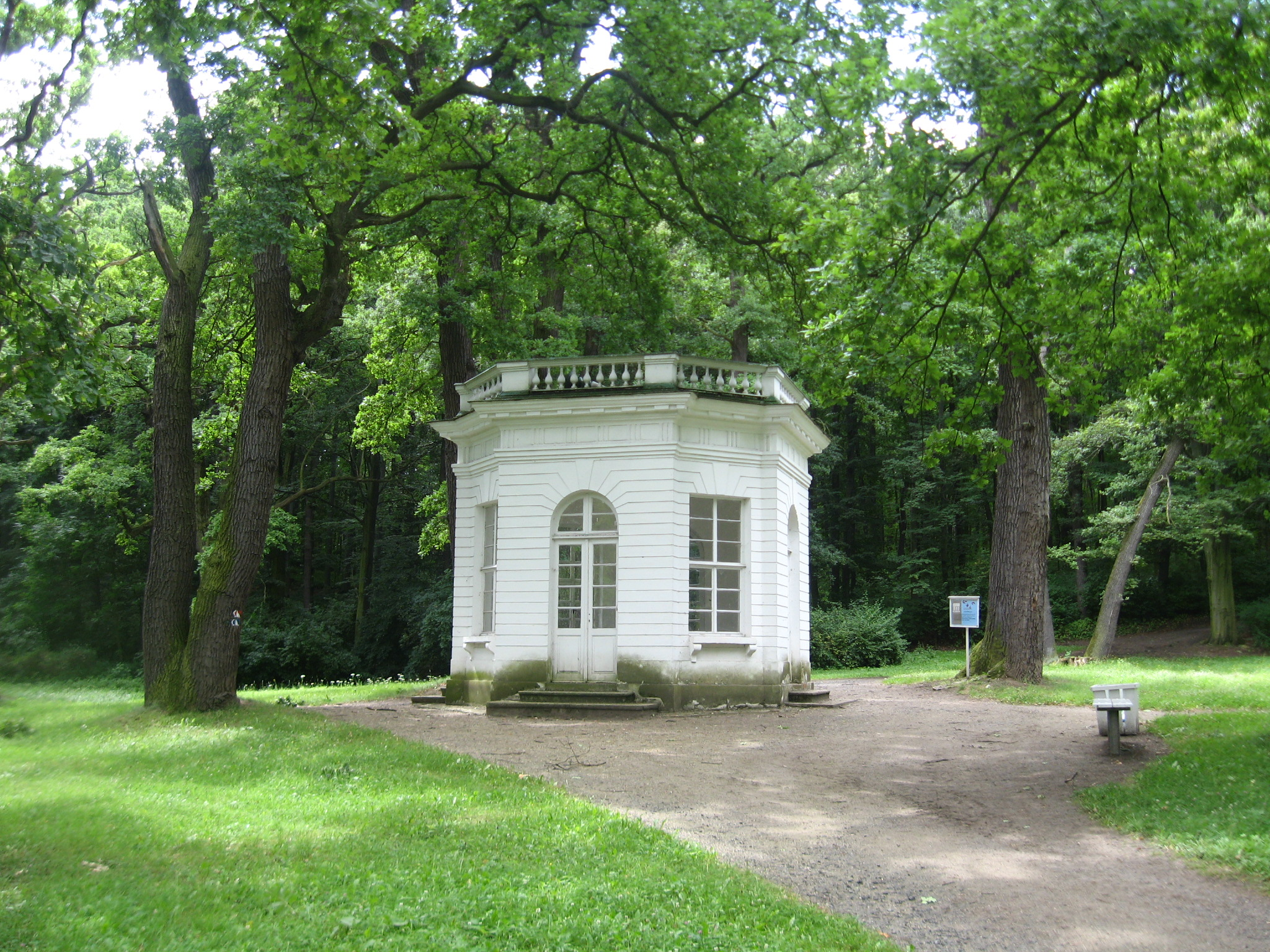
Goethův pavilon
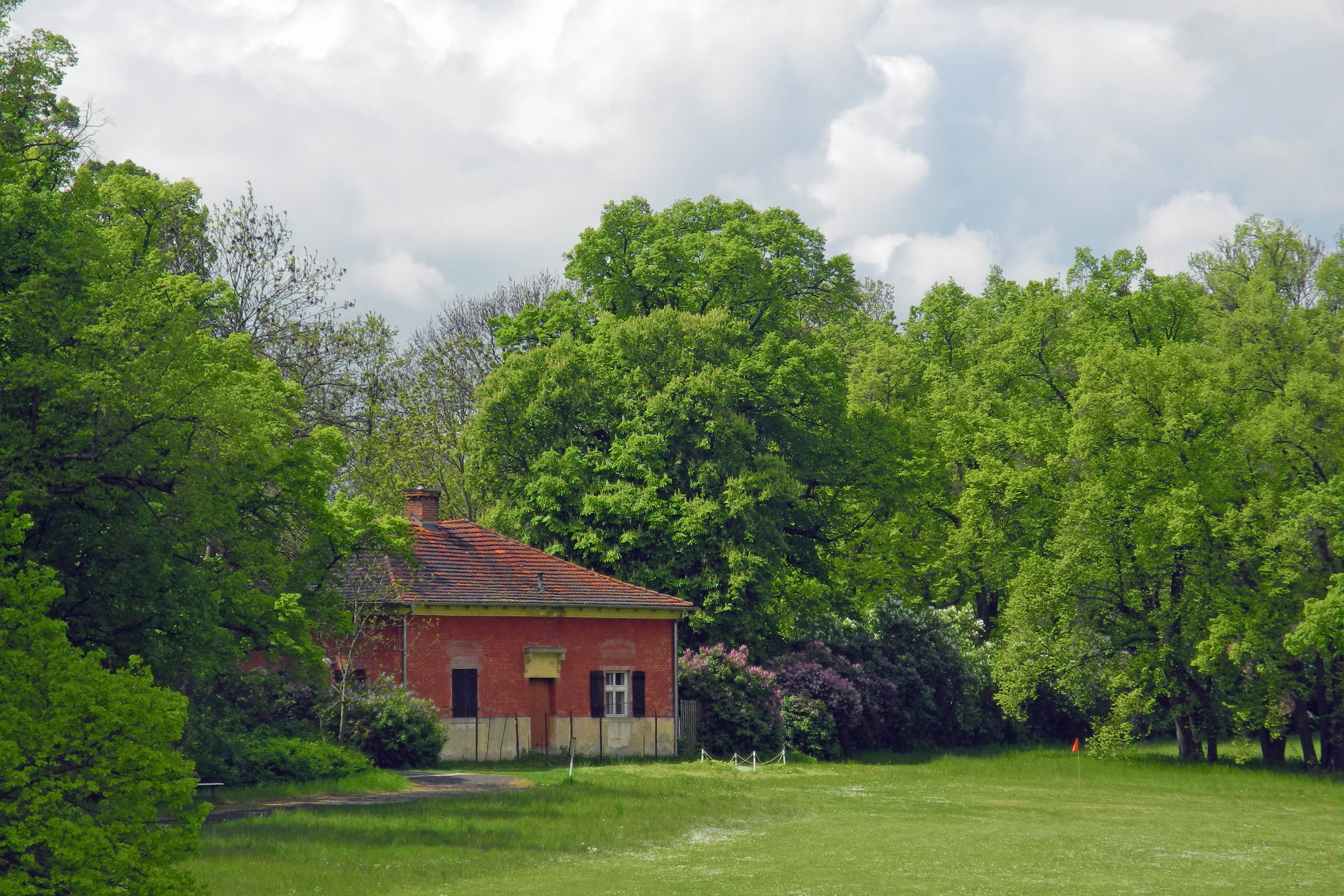
Holandský statek
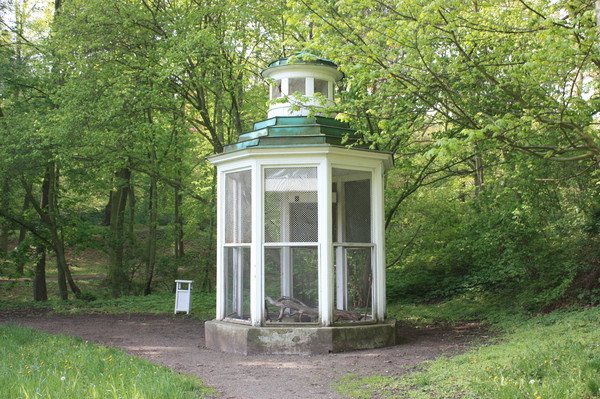
Voliéra
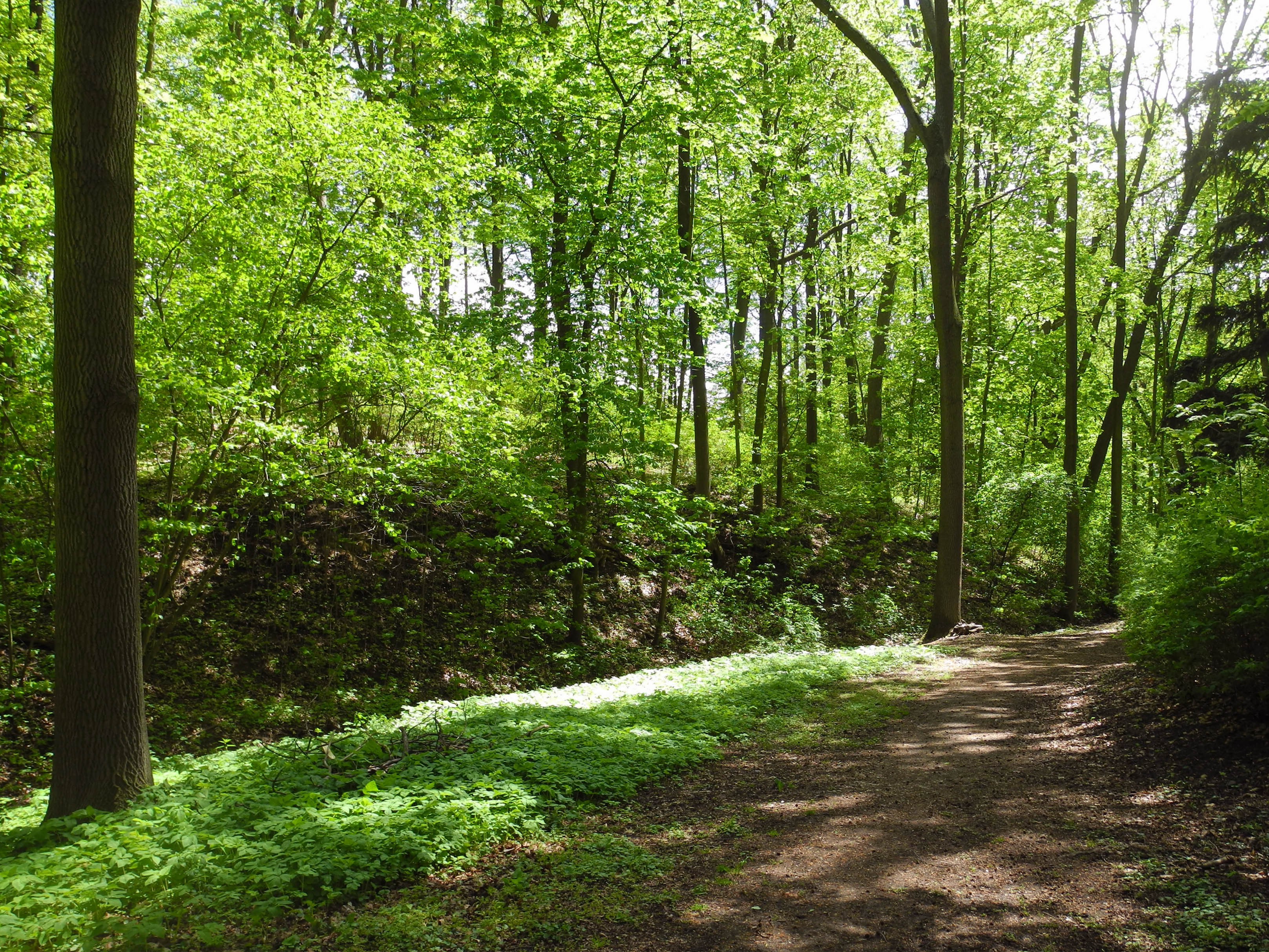
Poustevníkova rokle